# (3874) Stuart
(3874) Stuart est un astéroïde de la ceinture principale.

## Description
(3874) Stuart est un astéroïde de la ceinture principale. Il fut découvert le 4 octobre 1986 à la station Anderson Mesa par Edward L. G. Bowell. Il présente une orbite caractérisée par un demi-grand axe de 2,68 UA, une excentricité de 0,05 et une inclinaison de 7,7° par rapport à l'écliptique.

## Compléments